# Pháo đài và lâu đài, Volta, Greater Accra, miền Trung và miền Tây
Pháo đài và lâu đài, Volta, Greater Accra, miền Trung và miền Tây là tên gọi chung của một loạt các công sự và tiền đồn theo phong cách châu Âu được UNESCO công nhận là Di sản thế giới. Chúng được xây dựng trong thời kỳ thuộc địa từ năm 1482 đến 1786 dọc theo Bờ biển Vàng, Ghana ngày nay. Đó là Hành trình Khám phá vĩ đại của người châu Âu với các hoạt động thương mại và khai phá các thuộc địa mới. Các công trình này nằm dọc theo bờ biển Ghana thuộc quyền kiểm soát của Bồ Đào Nha, Anh, Hà Lan, Tây Ban Nha, Đan Mạch, Thụy Điển và Đức. Đã có sự tranh chấp giữa họ với nhau cùng với các xung đột của các cường quốc châu Phi khác. Chúng là những công trình quốc phòng được sử dụng để bảo vệ hoạt động thương mại bao gồm cả vàng và nô lệ cùng với việc bảo vệ thuộc địa.
Năm 1979, quần thể các công sự và tiền đồn này đã được UNESCO công nhận là Di sản thế giới với tổng cộng 11 công trình. Chúng có tình trạng từ đổ nát cho đến các công trình được bảo quản rất tốt.

## Danh sách
- Pháo đài Goede Hoop
- Lâu đài Cape Coast
- Pháo đài Patience
- Pháo đài Amsterdam
- Pháo đài Coenraadsburg ở Elmina
- Pháo đài Batenstein
- Pháo đài San Sebastian
- Pháo đài Metal Cross
- Pháo đài Vredenburgh
- Pháo đài Saint Anthony
- Lâu đài Elmina